# 祖國解放戰爭勝利紀念日
祖國解放戰爭勝利紀念日（朝鲜语：／），是朝鲜民主主义人民共和国的法定節日，設立於1993年7月27日，為紀念《朝鮮停戰協定》簽署40周年（因金日成對國民宣布他對美國的戰爭取得勝利）。
首都平壤直轄市内，有祖國解放戰爭勝利紀念塔和祖國解放戰爭勝利紀念館以茲紀念。